# Szeletien
Als Szeletien wird die archäologische Kultur der spätmittelpaläolithischen Blattspitzen-Gruppen im östlichen Mitteleuropa bezeichnet, mit einem Verbreitungsschwerpunkt in Ungarn und Südmähren. Durch radiometrische Datierungen wird es in die Zeit zwischen etwa 43.000 - 35.000 v. Chr. gestellt, worin sich Überschneidungen mit dem frühen Jungpaläolithikum (Aurignacien) widerspiegeln. Etwa zeitgleich mit dem Szeletien war in Mähren das Bohunicien verbreitet, in Teilen Frankreichs das Châtelperronien, in Italien das Uluzzien. Die Werkzeugproduktion wird aufgrund der Rekonstruktion der frühen europäischen Siedlungsgeschichte mit dem Neandertaler in Verbindung gebracht.

## Etymologie
Der Name Szeletien (auch Szélétien) ist von seinem eponymen Fundort, der Szeleta-Höhle im ungarischen Bükk-Gebirge, abgeleitet.

## Verbreitungsgebiet
Blattspitzenkomplexe im östlichen Mitteleuropa werden als Szeletien bezeichnet. Im engeren Sinne betrifft das Ungarn, Mähren (zum Beispiel Vedrovice V), Polen mit der Region Oberschlesien und Niederösterreich. Von einigen Archäologen wird der Begriff auch für Funde in Niederbayern verwendet.

## Stratigraphie
Das Szeletien lässt sich wie folgt unterteilen (von jung nach alt):
- Ausgehendes Szeletien
- Jüngeres Szeletien
- Älteres Szeletien

### Älteres Szeletien
Diese Kulturstufe wurde in der Szeleta-Höhle (Lage 3) und in anderen Höhlen des Bükk-Gebirges wie beispielsweise Balla, Diósgyőr und Puskaporos angetroffen. Sie findet sich aber auch in Mähren (Jezerany I und Jezerany II sowie Vedrovice V) und in Polen (Dzierzyslav). Bearbeitet wurde vorwiegend glasiger Rhyolith aus dem Bükk-Gebirge. Hauptaugenmerk bei der Werkzeugherstellung waren Abschläge und Klingen, wobei die Abschläge mit einem Faktor drei dominierten. Die Retuschierungen erfolgten mittels wechselseitig gleichgerichteter Kantenbearbeitung. Die Artefakte sind typisch für das Mittelpaläolithikum, zeigen aber dennoch bereits Einflüsse des Jungpaläolithikums. Ihre Herstellungstechnik entstammt dem Moustérien, die Levalloistechnik wurde aber nur noch spärlich eingesetzt. Dementsprechend wurden unregelmäßige Kerne in Prismen- oder Diskusform auch nur selten vorbearbeitet. Unter den mittelpaläolithischen Werkzeugen finden sich Blattspitzen (zahlreich), Moustérienspitzen (selten), Schaber und retuschierte Abschläge. Auch Faustkeilblätter und Keilmesser sind zugegen. Längliche, gelegentlich retuschierte Abschläge belegen die Tendenz zu einer Laminarisation in der Werkzeugherstellung. Die jungpaläolithisch beeinflussten Werkzeuge werden von Kratzern und gelegentlichen Sticheln dominiert.
Die Ursprünge des Älteren Szeletiens müssen entweder im Micoquien (hierauf deuten so genannte Pradnikmesser) oder im so genannten Babonyien – einer mittelpaläolithischen Industrie gekennzeichnet durch Keilmesser und Schaber – gesucht werden. Neuere Forschungen befürworten die zweite Hypothese. Durch  Kielformen (franz. carénés) bestehen aber auch Anklänge zum Aurignacien von Bárca und Kechnec. Daraufhin deuten auch in Szeleta gefundene Knochenspitzen mit Spaltschaft.

### Jüngeres Szeletien
Das Jüngere Szeletien tritt in Ungarn (Bükk-Gebirge) und in Mähren (mit den Fundorten Neslovice, Orechov 1 und Orechov 2, Želešice sowie Ondratice 3, Ondratice 4 und Ondratice 5) auf. Gegenüber dem Älteren Szeletien zeichnet es sich durch eine weitere Zunahme jungpaläolithischer Formen aus (prozentualer Anstieg der Kratzer, Stichel und retuschierten Klingen im Werkzeugspektrum) und die Tendenz zur Laminarisation schreitet weiter fort. Die Werkzeuge sind überdies von wesentlich besserer Qualität. Die Blattspitzen sind jetzt im Querschnitt symmetrisch und rautenförmig. Erstmals tauchen auch Gravettespitzen und Mikrogravetten auf.

### Ausgehendes Szeletien
Die Kulturstufe des Ausgehenden Szeletiens wurde 1990 von Ringer eingeführt. Sie wird durch Artefakte des Abris von Puskaporos repräsentiert, vorwiegend Blattspitzen, die in ihrer Fertigung bereits den Blattspitzen des Solutréens ähneln.

## Datierung
Das älteste Niveau der Szeleta-Höhle hat ein Radiokohlenstoffalter von 41.700 Jahren BP erbracht; dies entspricht kalibriert (mit CalPal) 43.203 Jahre v. Chr. Die Ursprünge des Älteren Szeletiens liegen demnach im Würm II. Vedrovice V besitzt ein Alter von 39.500 (41.545 v. Chr.) und Dzierzyslav 39.000 Radiokohlenstoffjahre (41.306 v. Chr.). Das ältere Szeletien erlebte somit seine volle Entfaltung im Hengelo-Interstadial und überdauerte dann bis ins W II/III-2-Interstadial. Der Übergang vom Älteren zum Jüngeren Szeletien wurde in den oberen Lagen der Szeleta-Höhle mit 32.580 ± 420 Radiokohlenstoffjahren bzw. 35.153 ± 802 Jahre v. Chr. datiert. Das Jüngere Szeletien fällt somit ins Huneborg II (Les Cottés-Interstadial), erstreckt sich aber möglicherweise noch bis ins Denekamp II (Arcy-Interstadial).